# Compendio del Catecismo de la Iglesia católica
El Compendio del catecismo de la Iglesia católica es una síntesis del Catecismo de la Iglesia católica que había sido presentado en 1992. El compendio fue presentado por Benedicto XVI el 28 de junio de 2005.
Según él mismo expresa en su discurso de presentación, desde 1992 se hacía sentir la necesidad de un catecismo más sintético y breve, formulado de manera clara y accesible a todos. Desde entonces, se emprendieron numerosos intentos de resumir el Catecismo de 1992 en diversos países, sin que ninguno lograse mantener una fidelidad al texto original y un respeto de la totalidad de la doctrina que satisficiera al papa.
En octubre de 2002, los participantes en el Congreso Catequístico Internacional formularon una petición explícita al papa Juan Pablo II, para que se iniciasen trabajos destinados a la redacción de un texto riguroso respaldado por la aprobación del papa. Este decidió la preparación del Compendio en febrero de 2003. El actual Compendio de 2008 es el fruto de dos años de trabajo en el que participaron también todos los cardenales y los presidentes de las Conferencias episcopales.
El Compendio está dividido en cuatro partes, siguiendo la estructura del Catecismo de la Iglesia católica. Las bases de la fe católica se exponen en forma de preguntas y respuestas para, en palabras del propio Benedicto XVI, "volver a proponer un diálogo ideal entre el maestro y el discípulo". El texto se compone de 598 puntos. Contiene referencias al margen que indican el número de párrafo del Catecismo, y así puede profundizarse en el contenido respectivo.
El texto incluye un Apéndice que recoge algunas oraciones comunes. En cada una de las traducciones del Compendio, la mayor parte de las oraciones aparecen también en latín, con el propósito de facilitar la oración en común de los cristianos de diversos países y lenguas.

## Las cuatro partes del Compendio
En la presentación del Compendio, el arzobispo Angelo Amato subrayó su estilo dialogado –que "abrevia notablemente el texto, reduciéndolo a lo esencial" para favorecer la asimilación y memorización de los contenidos– y su recurso a las imágenes –"la imagen sacra puede expresar mucho más que las palabras"–, así como el propósito de "despertar un interés renovado por el Catecismo, que sigue siendo el texto básico de la catequesis eclesial". Al igual que el Catecismo, el Compendio se articula en cuatro partes: el Credo, los sacramentos, los mandamientos y la oración.

### La profesión de la fe
Esta sección del Compendio explica el proyecto de Dios Padre, creador del cielo y de la tierra como morada de los hombres, la fe en Jesucristo, y la acción divina del Espíritu Santo a través de la Iglesia como camino de salvación para todos, hasta desembocar en la vida eterna. Resume el símbolo de la fe (o Credo).

### La celebración del misterio cristiano
En esta parte el Compendio explica los medios de santificación que el cristiano recibe para vivir como hijo de Dios y cumplir su misión en el proyecto de la Iglesia católica. Se exponen las razones últimas del ser cristiano, por los sacramentos del Bautismo y la Confirmación, el sentido y finalidad del matrimonio, o la vocación de los sacerdotes, todo ello desde lo que la Iglesia católica considera como fuente de la vida, a saber Jesucristo en la Eucaristía.

### La vida en Cristo
Según la doctrina católica, el respeto de la dignidad de la persona y el sentido de la comunidad humana, queda garantizado con el seguimiento de los Mandamientos. El Compendio define lo que considera dignidad de la persona humana, creada a imagen de Dios, su vocación a la santidad, el sentido de la libertad y el valor de la conciencia moral.

### La oración cristiana

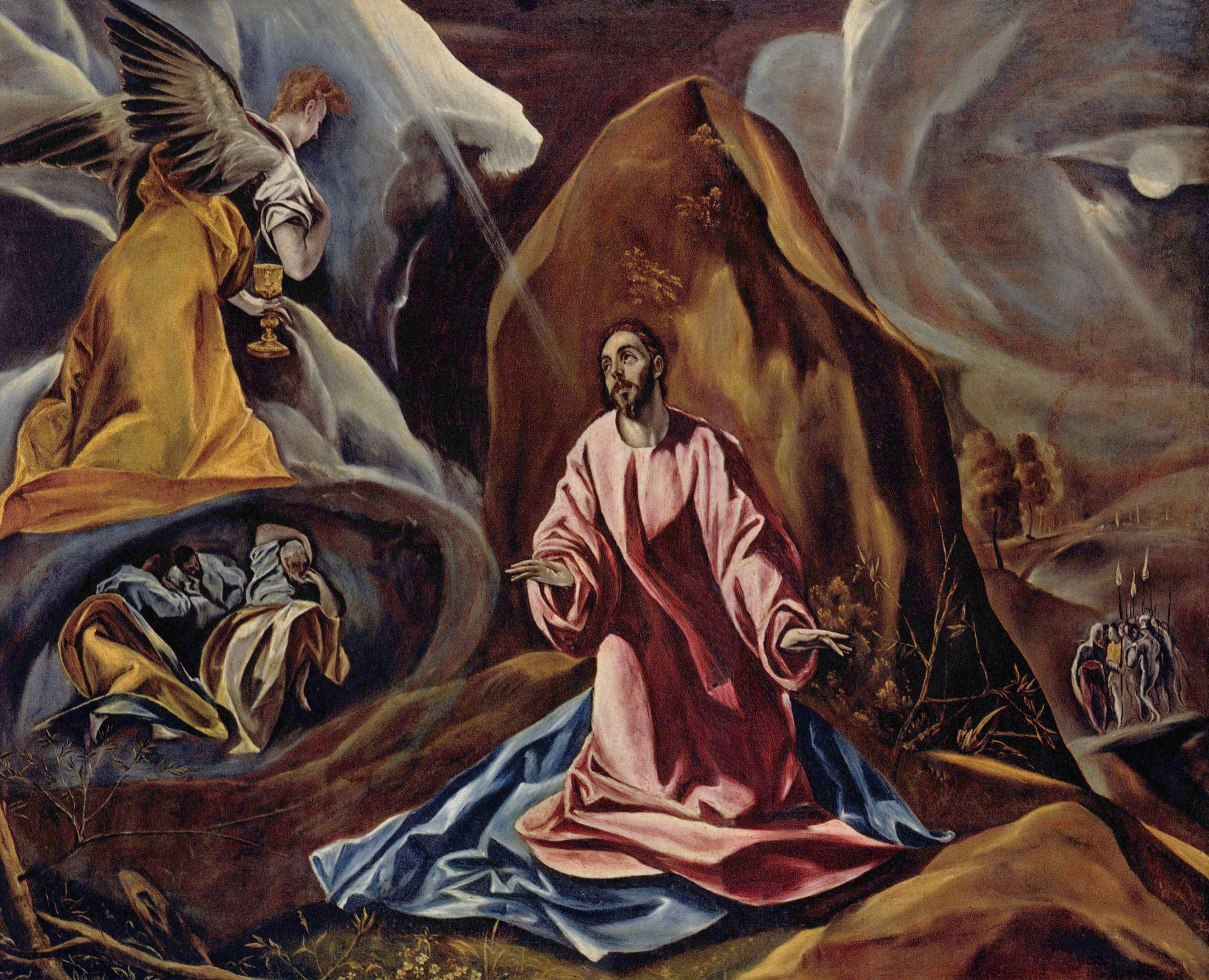
La oración de Jesús en el huerto, de El Greco.

La cuarta y última parte expresa la necesidad del diálogo de los hombres para conocerse a sí mismos. Ese es el origen de la oración católica o invocación a un Dios único y personal, especialmente reflejada en el Padre Nuestro, la oración creada  por Jesucristo para todas las necesidades de los cristianos y síntesis del Evangelio, y que muy significativamente comienza dirigiéndose a Dios como «Padre nuestro».

## Valoración del contenido desde una óptica católica
Esta obra es un resumen del Catecismo, una guía dirigida tanto a los católicos, para que reconozcan su identidad, como también destinada a los no creyentes. Por ello, Benedicto XVI entregó este Compendio primeramente a los creyentes, pero lo ofrece también a cualquier persona que busque la verdad: «por su brevedad, claridad e integridad, se dirige asimismo a toda persona que, viviendo en un mundo dispersivo y lleno de los más variados mensajes, quiera conocer el Camino de la Vida y la Verdad, entregado por Dios a la Iglesia de su Hijo».
Siguiendo el sencillo método del diálogo, basado en preguntas y respuestas, el Compendio pretende agilizar la búsqueda de una verdad única y acomodarse a los interrogantes de la gente llamada «corriente», tales como: ¿Dios es todopoderoso también contra el mal?, ¿dónde está el origen del hombre?, ¿qué hay más allá de la muerte?, ¿para qué sirve la Iglesia?, ¿cómo puede el mundo alcanzar la paz?, ¿el matrimonio es para siempre?, ¿el embrión es un ser humano? o ¿Dios escucha nuestras peticiones? Aporta también una serie de definiciones básicas según los criterios católicos: naturaleza humana, alma, ley natural, amor humano, matrimonio, virtud, fidelidad, oración, etcétera.

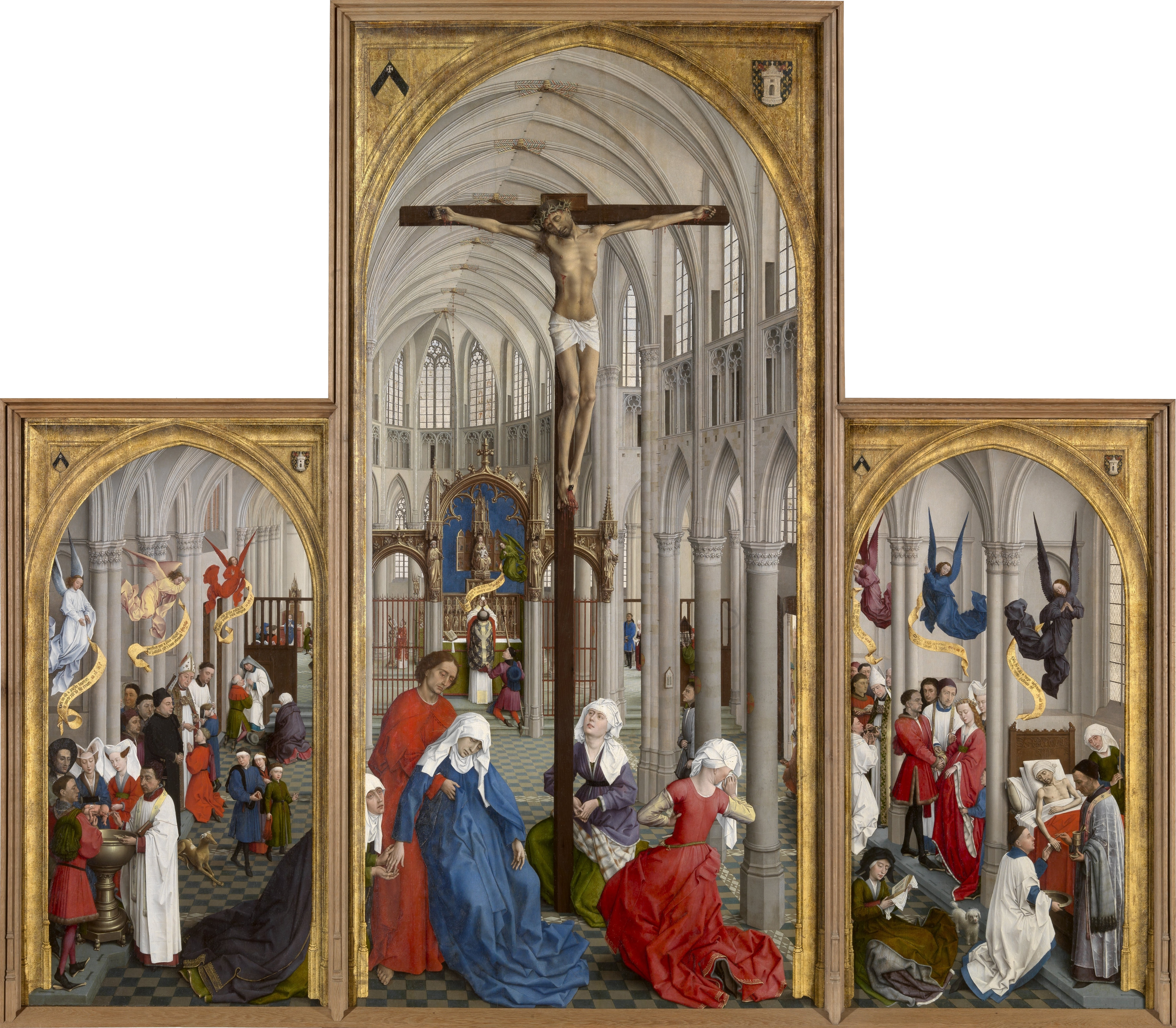
Tríptico de los sacramentos, de Van der Weyden.

El Compendio resume los remedios que ofrece la Iglesia católica para las enfermedades de la modernidad e impone la unidad férrea del pensamiento católico sobre el hombre en el mundo, para superar lo que la iglesia católica considera como fragmentación actual del saber, y que según ella desorienta a los científicos y aún más a la «gente común». El Compendio propone la fe católica como remedio para el agnosticismo al que considera una enfermedad del pensamiento moderno, una postura que va en contra del pluralismo propugnado por las sociedades democráticas.
Siendo una obra de importancia para la comunidad católica, el Compendio ha sido estudiado desde diversas perspectivas teológicas y antropológicas:[cita requerida] su lugar en la historia de la enseñanza de la Iglesia, su aportación al diálogo intercultural, la cuestión de la libertad como elemento clave para entender la vida moral católica, la importancia de la santidad y de la oración, o la función de las imágenes para reconocer la fe y sugerir la vida cristiana.

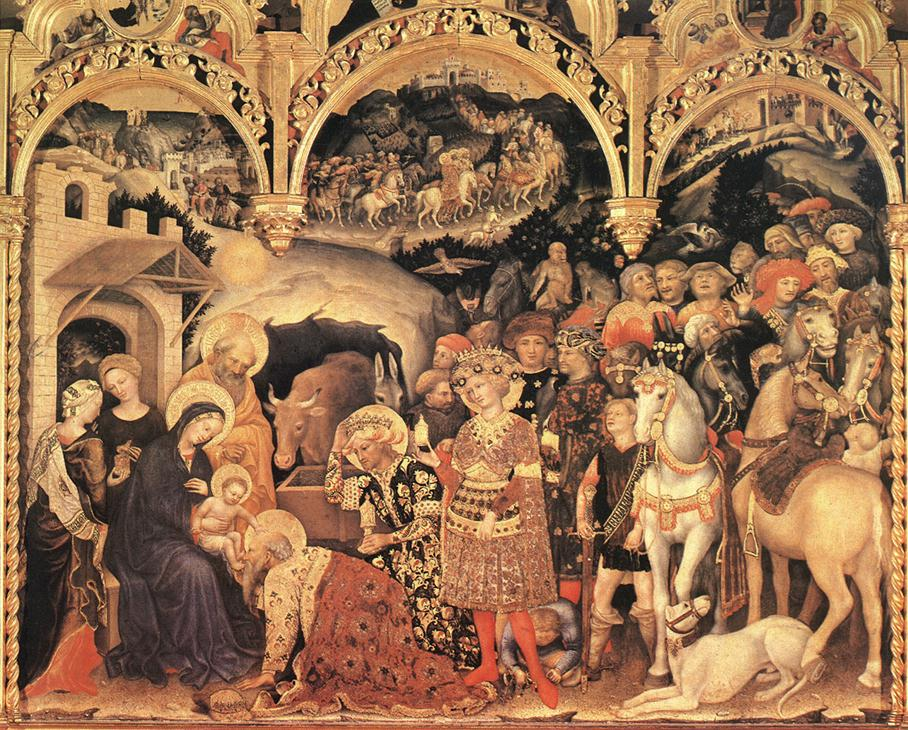
Adoración de los Magos, de Gentile da Fabriano.

Utiliza también una pedagogía de las imágenes del arte cristiano, con su gran poder evocador para resumir las verdades de la fe católica: desde el icono de Cristo hasta los ángeles cantores, son varias las reproducciones de obras de arte y de piedad, al comienzo y al final de cada parte y de algunas secciones. Junto al ya mencionado Icono de Cristo, de un monasterio del monte Athos, y a la Inmaculada Concepción de El Greco, en Toledo, cabe destacar también la deslumbrante Adoración de los Magos de Gentile da Fabriano, en Florencia, y el famoso Tríptico de los sacramentos de Van der Weyden, en Bélgica, una detallada catequesis sobre los siete sacramentos.
En suma, Benedicto XVI dice que este Compendio: «Refleja fielmente en su estructura, en los contenidos y en el lenguaje, el Catecismo de la Iglesia católica, que podrá ser mejor conocido y comprendido gracias a la ayuda y estímulo de esta síntesis», estimando que las personas creyentes o no, puedan abarcar con una mirada de conjunto el panorama completo de la fe católica. Por ello se propone como guía de la fe para los creyentes y como estímulo para quienes buscan un camino religioso.